# دوست‌دخترم یه مرده!
دوست‌دخترم یه مرده! (انگلیسی: My Girlfriend Is The Man!؛‏ کره‌ای: 내 여자친구는 상남자) یک مجموعهٔ تلویزیونی محصول کره جنوبی در ژانر کمدی رمانتیک به کارگردانی یو کوان مو و نویسندگی لی هه نا است و بر اساس وب‌تونی به همین نام از پلتفرم ناور وب‌تون اقتباس شده است. این مجموعه با همکاری استودیو ان و بلاسم استوری تهیه شده و بازیگران یون سان ها، آرین، یو جونگ هو و چو در آن ایفای نقش کردند. این مجموعه از ۲۳ ژوئیه ۲۰۲۵، روزهای چهارشنبه و پنجشنبه ساعت ۲۱:۵۰ (کی‌اس‌تی) از کی‌بی‌اس۲ پخش شد. این مجموعه برای استریم از طریق ویو و ویکی در مناطق منتخب قابل دسترسی است.

## بازیگران
- یون سان ها در نقش پارک یون جه
- آرین در نقش کیم جی اون
- یو جونگ هو در نقش کیم جی هون
- چو در نقش کانگ مین جو

## تولید

### توسعه
این مجموعه به‌طور رسمی توسط استودیو ان سفارش داده شد. یو کوان مو به‌عنوان کارگردان پروژه انتخاب شد و فیلم‌نامه توسط لی هه نا نوشته شد. بلاسم استوری نیز در تولید مشترک این مجموعه مشارکت داشت.

### انتخاب بازیگران
در سال ۲۰۲۴، یون سان ها، آرین، چو و یو جونگ هو برای بازی در این مجموعه انتخاب شدند و گزارش شد که آنان با نگاهی مثبت به پروژه پیوستند.

### فیلم‌برداری
جلسه فیلم‌نامه خوانی در ۲۸ اوت ۲۰۲۴ برگزار شد. فیلم‌برداری اصلی این مجموعه نیز از ۱۲ سپتامبر ۲۰۲۴ آغاز شد.

## انتشار
این مجموعه از ۲۳ ژوئیه ۲۰۲۵، روزهای چهارشنبه و پنجشنبه ساعت ۲۱:۵۰ (کی‌اس‌تی) از کی‌بی‌اس۲ پخش شد.